# Joan Bertran Borràs
Joan Bertran Borràs (Reus, 28 d'octubre de 1906 - 18 d'octubre de 1965) va ser un industrial català que arribà a alcalde de Reus.
Fill d'un industrial de l'oli i el sabó, Francesc Bertran Blanch, va estudiar a l'Institut Químic de Sarrià. Va estar afiliat a la Lliga Regionalista. Durant la guerra civil va ser empresonat pel govern de la República, ja que com a catòlic havia mostrat hostilitat cap al govern legítim. El 1939 va ser nomenat president del Patronat de Formació Professional i cap d'Acció Catòlica. El 1940 va ser alcalde accidental durant uns mesos, després de la mort en accident de cotxe de l'alcalde anterior José M. Fernández de Velasco. No va consolidar el càrrec d'alcalde en veure's implicat en un assumpte d'estraperlo de sabó. Va ser designat alcalde el 1952, càrrec que va exercir fins al 1963. El 1954 va patir un atemptat junt amb la seva esposa, per part d'un empleat municipal, quedant greument ferit, però del que es va recuperar. El seu currículum oficial destaca la tasca que va fer en la promoció de l'habitatge, la unificació de les estacions ferroviàries i la urbanització de seixanta vies públiques. També l'estímul a la creació del Col·legi del Roser, annex a l'Institut, la nova instal·lació del Museu Municipal les ampliacions de l'Hospital i la inauguració de la Casa Sindical Comarcal. Va ser Procurador en Corts i diputat provincial. Col·laborà a la premsa local: abans de la guerra civil a Les Circumstàncies, Avui i Aules, i en la postguerra en el Diario Español. Va ser un dels fundadors i col·laborà assíduament al Semanario Reus. Va publicar una obra sobre el santuari de la Mare de Déu de Misericòrdia en castellà. La ciutat de Reus li va dedicar un carrer
Va morir el 1965.